# Сложность алгоритма в среднем
В теории вычислительной сложности сложность алгоритма в среднем — это количество неких вычислительных ресурсов (обычно — время), требуемое для работы алгоритма, усреднённое по всем возможным входным данным. Понятие часто противопоставляется сложности в худшем случае, где рассматривается максимальная сложность алгоритма по всем входным данным.
Имеются три основных причины изучения сложности в среднем. Во-первых, хотя некоторые задачи могут быть трудно разрешимы в худшем случае, входные данные, которые приводят к такому поведению, на практике встречаются редко, так что сложность в среднем может оказаться более аккуратной мерой производительности алгоритма. Во-вторых, анализ сложности в среднем даёт средства и технику генерации сложных данных для задачи, что можно использовать в криптографии и дерандомизации. В-третьих, сложность в среднем позволяет выделить наиболее эффективный алгоритм на практике среди алгоритмов той же основной сложности (например, быстрая сортировка).
Анализ алгоритмов в среднем требует понятия «средних» данных алгоритма, что приводит к задаче продумывания распределения вероятностей входных данных. Может быть использован также вероятностный алгоритм. Анализ таких алгоритмов приводит к связанному понятию ожидаемой сложности.

## История и подоплёка
Производительность алгоритмов в среднем изучалась после введения современных понятий вычислительной эффективности в 1950-х годах. Большинство начальных работ сосредотачивалось на задачах, для которых алгоритмы полиномиального в худшем случае времени были известны. В 1973 Дональд Кнут опубликовал третий том книги «Искусство программирования», в которой привёл широкое обозрение производительности в среднем алгоритмов для задач, которые решаются за полиномиальное время в худшем случае, такие как сортировки и вычисление медианы.
Эффективный алгоритм для NP-полных задач в общем случае предполагает, что он работает за полиномиальное время для всех входных данных, что эквивалентно сложности в худшем случае. Однако алгоритм, который неэффективен на «малом» количестве данных, может оказаться достаточно эффективным для «большинства» данных, которые встречаются на практике. Таким образом, желательно изучать свойства алгоритмов, для которых сложность в среднем может существенно отличаться от сложности в худшем случае.
Фундаментальные понятия сложности в среднем развил Левин, Леонид Анатольевич, опубликовавший в 1986 одностраничную статью , в которой определил сложность в среднем и полноту, приведя пример полной задачи класса distNP, аналога NP-полноты для сложности в среднем.

## Определения

### Эффективный в среднем алгоритм
Первая цель — точное определение, что означает, алгоритм эффективен «в среднем». Можно попытаться определить эффективный алгоритм в среднем как алгоритм, математическое ожидание работы которого полиномиально для всех возможных входных данных. Такое определение имеет различные недостатки. В частности, это определение не устойчиво относительно изменения вычислительной модели (например, при замене многоленточной машины Тьюринга на одноленточную). Пусть, например, алгоритм A работает за время tA(x) на входных данных x и алгоритм B работает за время tA(x)2 на входе x. То есть B квадратично медленнее A. Интуитивно ясно, что любое определение эффективности в среднем должно использовать идею, что A эффективен в среднем тогда и только тогда, когда B эффективен в среднем. Предположим, однако, что входные данные берутся случайным образом из равномерного распределенных строк длины n, и что A работает за время n2 на всех входных данных, за исключением строки 1n, для которой требуется время 2n. Легко проверить, что мат. ожидание времени работы алгоритма A полиномиально, а вот мат. ожидание работы алгоритма B экспоненциально.
Чтобы создать более прочное определение эффективности в среднем, имеет смысл позволить алгоритму A работать более чем за полиномиальное время на некоторых входных данных, но доля данных, на которых A требует всё большего и большего времени, будет становиться всё меньше и меньше. Эта идея зафиксирована в следующей формуле для среднего полиномиального времени работы, в котором сбалансированы время работы и доля входных данных:
{\displaystyle \Pr _{x\in _{R}D_{n}}[t_{A}(x)\geq t]\leq {\frac {p(n)}{t^{\epsilon }}}}
для любых n, t, ε > 0 и многочлена p, где tA(x) означает время работы алгоритма A на входе x. Альтернативно, это можно записать следующим образом
{\displaystyle E_{x\in _{R}D_{n}}[{\frac {t_{A}(x)^{\epsilon }}{n}}]\leq C}
для некоторой константы C, где n = |x|. Другими словами, алгоритм A имеет хорошую среднюю сложность, если после tA(n) шагов A может решить все задачи, за исключением {\displaystyle {\frac {n^{c}}{(t_{A}(n))^{\epsilon }}}} доли задач с длиной входа n, для некоторых ε, c > 0 .

### Задачи с известными распределениями
Следующий шаг — определение «среднего» ввода для конкретной задачи. Это достигается путём сопоставления входу каждой задачи определённого вероятностного распределения. То есть «средняя» задача состоит из языка L (то есть набора слов, представляющих входные данные) и связанного с ним распределения D, в результате получаем пару (L, D) (задача с известными распределениями). Два наиболее распространённых класса вероятностного распределения:
1. Вычислимые за полиномиальное время распределения (P-вычислимые) — это распределения, для которых можно вычислить суммарную плотность любого заданного входа x. Формально, если дано распределение μ и строка x ∈ {0, 1}n, можно вычислить значение {\displaystyle \mu (x)=\sum \limits _{y\in \{0,1\}^{n}:y\leq x}\Pr[y]} за полиномиальное время. Из этого следует, что Pr[x] также вычислимо за полиномиальное время.
2. Конструируемые за полиномиальное время распределения (P-конструируемое) — это распределения, для которых можно выбрать случайную выборку за полиномиальное время.

Эти два понятия не эквивалентны, хотя и похожи. Если распределение является P- вычислимым, оно также P-конструируемо, но обратное не верно, если P ≠ P#P .

### AvgP и distNP
Задача с известными распределениями (L, D) принадлежит классу сложности AvgP, если существует эффективный в среднем алгоритм для L, как определено выше. Класс AvgP иногда в литературе обозначается как distP .
Задача с известными распределениями (L, D) принадлежит классу сложности distNP, если L принадлежит NP и D является P-вычислимым. Если L принадлежит NP, а D является P-конструируемым, (L, D) принадлежит классу sampNP .
Два класса, AvgP и distNP, определяют среднюю по сложности аналогию P и NP соответственно .

## Сводимость задач с известными распределениями
Пусть (L,D) и (L',D') являются двумя задачами с известными распределениями. (L, D) сводится в среднем к (L', D') (пишется (L, D) ≤AvgP (L', D')), если существует функция f, такая, что для любого n её можно вычислить при входе x за полиномиальное от n время и
1. (Корректность) x ∈ L тогда и только тогда, когда f(x) ∈ L'
2. (Доминирование) Существуют многочлены p и m, такие, что для любого n и y, {\displaystyle \sum \limits _{x:f(x)=y}D_{n}(x)\leq p(n)D'_{m(n)}(y)}

Условие доминирования приводит к идее, что если задача (L, D) сложна в среднем, то (L', D') также сложна в среднем. Интуитивно, сведение должно обеспечивать путь к решению задачи L для входа x путём вычисления f(x) и передать выход алгоритма в алгоритм, который решает L'. Без условия доминирования это может оказаться невозможным, поскольку алгоритм, решающий L за полиномиальное время в среднем, может работать за суперполиномиальное время для малого числа входов, но эти входы могут отображаться в большое множество в D', так что алгоритм A' в среднем за полиномиальное время работать не будет. Условие доминирования определяет, что такие строки будут случаться в D' полиномиально часто.

### DistNP-полные задачи
Аналогия в средней сложности для NP-сложности — это distNP-полнота. Задача с известными распределениями (L', D') является distNP-полной, если (L', D') принадлежит distNP и любая (L, D) в distNP (в средней сложности) сводима к (L', D').
Примером distNP-полной задачи служит ограниченная задача остановки, BH, определяемая следующим образом:
BH = {(M,x,1t) : M — недетерминированная машина Тьюринга, которая принимает x за ≤ t шагов.
В своей статье Левин показал пример задачи замощения, которая NP-полна в среднем. Обзор известных distNP-полных задач можно найти в книге Ванга.
Ведутся активные исследования в поиске новых distNP-полных задач. Однако поиск таких задач может быть трудным ввиду результата Гуревича, который показал, что любая задача с известными распределениями не может быть distNP-полной, если не EXP = NEXP. (Равномерное распределение μ — одно из распределений, для которого существует ε > 0, такое, что для любого x μ(x) ≤ 2-|x|ε.) Результат Ливне показывает, что все естественные NP задачи имеют DistNP-полную версию . Однако цель поиска естественных распределительных задач, являющихся DistNP-полными, не достигнута.

## Приложения

### Алгоритмы сортировки
Как упоминалось выше, много ранних работ по сложности в среднем фокусировались на задачах, для которых алгоритмы полиномиального времени были известны, такие как сортировка. Например, многие алгоритмы сортировки, такие как быстрая сортировка, имеют время работы в худшем случае O(n2), но время работы в среднем O(nlog(n)), где n является длиной сортируемых данных .

### Криптография
Для большинства задач был предпринят анализ сложности в среднем, чтобы найти эффективные алгоритмы для задачи, которая считается трудной по сложности в худшем случае. В криптографии, однако, верно обратное — сложность в худшем случае несущественна, мы, вместо этого, хотим дать гарантию, что любой сложный в среднем алгоритм, который «ломает» криптографическую схему, неэффективен.
Так, все криптографические схемы основываются на существовании односторонних функций. Хотя существование односторонних функций остаётся открытой проблемой, многие кандидаты в односторонние функции основываются на трудных задачах, таких как факторизация целых чисел или вычисление дискретного логарифма. Заметим, что нежелательно функции-кандидату быть NP-полной, поскольку это только гарантирует, что не существует эффективного алгоритма для сложности в худшем случае. На самом деле мы хотим гарантировать, что не существует эффективного алгоритма, который решает задачу для случайных входных данных (то есть по сложности в среднем). Фактически, как задача разложения целых чисел на множители, так и задача вычисления дискретного логарифма, принадлежат NP ∩ coNP, а потому не верится, что они NP-полны. Факт, что вся криптография основывается на существовании трудно разрешимых в среднем задач в NP, является одной из главных причин изучения сложности в среднем.

## Другие результаты
В 1990 Импаглиаццо и Левин показали, что если существует эффективный в среднем алгоритм для distNP-полной задачи при равномерном распределении, то существует эффективный в среднем алгоритм для любой задачи в NP при любом конструируемом в полиномиальное время распределении. Применение этой теории к задачам с естественными известными распределениями остаётся открытым вопросом.
В 1992 Бен-Давид и др. показали, что если все языки в distNP имеют хорошие в среднем алгоритмы выбора решения, они имеют хорошие в среднем алгоритмы поиска. Более того, они показали, что это выполняется при более слабых предположениях — если любой язык в NP является простым в среднем для алгоритмов выбора при равномерном распределении, то он также будет в среднем простым для алгоритмов поиска при равномерном распределении . Таким образом, криптографические односторонние функции могут существовать, только если существуют задачи из distNP над равномерным распределением, которые трудны в среднем для алгоритмов выбора решения.
В 1993 Файгенбаум и Фортноу показали, что невозможно доказать, при неадаптивной случайной редукции, что из существования хорошего в среднем алгоритма для distNP-полной задачи при равномерном распределении следует существование эффективного в худшем случае алгоритма в NP. В 2003 Богданов и Тревисан обобщили этот результат на произвольную неадаптивную редукцию . Этот результат показывает, что вряд ли можно найти связь между сложностью в среднем и сложностью в худшем случае с помощью редукции.